# Meggers (cráter)

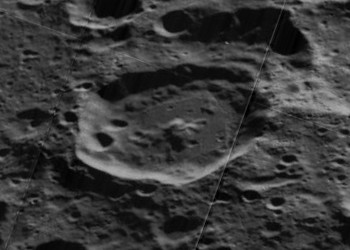
Oblique Imagen de la misión Lunar Orbiter 5, mirando al oeste (líneas negras del procesado fotográfico)

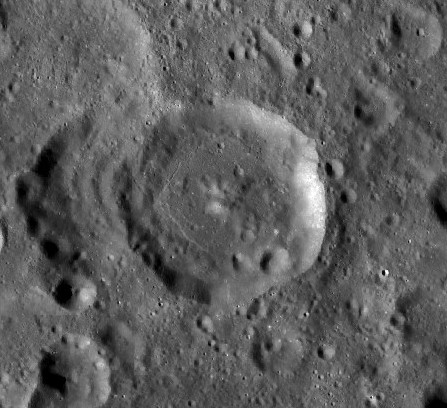
Fotografía de la misión Lunar Reconnaissance Orbiter

Meggers es un cráter de impacto que se encuentra en la cara oculta de la Luna. Entre los cráteres cercanos se incluyen Olcott al sudoeste, e Innes y Seyfert, más lejos, al noroeste. Al este se aparece Vernadskiy.
|  |

El borde de Meggers es aproximadamente de forma circular, con ligeras protuberancias hacia el sureste y el noreste. El cráter se funde con una formación de tamaño comparable al noroeste, y el borde intermedio presenta una forma algo irregular. El suelo interior de Meggers es ligeramente irregular.
Al oeste se encuentra el cráter Meggers S, una formación casi tan grande como Meggers. Tiene un interior áspero y un cráter minúsculo atraviesa el borde meridional.

## Cráteres satélite
Por convención estos elementos son identificados en los mapas lunares poniendo la letra en el lado del punto medio del cráter que está más cercano a Meggers.
|         | \| Meggers \| Coordenadas \| Diámetro \| \| ------- \| ------------------------------ \| -------- \| \| S \| 24°00′N 119°48′E / 24.0, 119.8 \| 42 km \| |          |
| Meggers | Coordenadas | Diámetro |
| S       | 24°00′N 119°48′E / 24.0, 119.8 | 42 km    |